# Березинська селищна рада
Бере́зинська се́лищна ра́да — колишня адміністративно-територіальна одиниця та орган місцевого самоврядування в Тарутинському районі Одеської області. Адміністративний центр — селище міського типу Березине.

## Загальні відомості
Березинська селищна рада утворена в 1957 році.
- Територія ради: 170,61 км²
- Населення ради: 3 830 осіб (станом на 2001 рік)
- Територією ради протікає річка Когильник

## Населені пункти
Селищній раді підпорядковані населені пункти:
- смт Березине

## Склад ради
Рада складається з 24 депутатів та голови.
- Голова ради: Желясков Федір Федорович
- Секретар ради: Дерменжі Федора Семенівна

### Керівний склад попередніх скликань
| Прізвище, ім'я, по батькові   | Основні відомості                                                | Дата обрання | Дата звільнення |
| ----------------------------- | ---------------------------------------------------------------- | ------------ | --------------- |
| Шишкова Наталія Олександрівна | Селищний голова, 1954 року народження, позапартійна              | 26.03.2006   | 12.07.2008      |
| Желясков Федор Федорович      | Селищний голова, 1972 року народження, безпартійний              | 30.11.2008   | 31.10.2010      |
| Желясков Федір Федорович      | Селищний голова, 1972 року народження, освіта вища, безпартійний | 31.10.2010   |                 |

Примітка: таблиця складена за даними сайту Верховної Ради України

### Депутати
За результатами місцевих виборів 2010 року депутатами ради стали:

#### За суб'єктами висування
| Суб'єкт висування           | Кількість обраних депутатів | %    |
| --------------------------- | --------------------------- | ---- |
| Самовисування               | 12                          | 50   |
| Партія регіонів             | 10                          | 41,7 |
| Комуністична партія України | 2                           | 8,3  |

#### За округами
| № округу                    | Прізвище, ім'я, по батькові   | Дата визнання обраним | Освіта  | Партійна приналежність                        | Відомості про обраного депутата                                                                                                 |
| --------------------------- | ----------------------------- | --------------------- | ------- | --------------------------------------------- | --- |
| Комуністична партія України |                               |                       |         |                                               | |
| 1                           | Костяк Юрій Дмитрович         | 03.11.2010            | середня | член Комуністичної партії України             | пенсіонер |
| 21                          | Уцика Зінаїда Аксентіївна     | 03.11.2010            | вища    | позапартійна                                  | пенсіонер |
| Партія регіонів             |                               |                       |         |                                               | |
| 2                           | Єнакє Надія Костянтинівна     | 03.11.2010            | середня | член Партії регіонів                          | ПП «Битовік», бухгалтер |
| 4                           | Жукова Олександра Іванівна    | 03.11.2010            | вища    | член Партії регіонів                          | пенсіонер |
| 6                           | Андрійчук Ніна Іванівна       | 03.11.2010            | вища    | член Партії регіонів                          | Тарутинське відділення пенсійного фонду України, бухгалтер                                                                      |
| 7                           | Головченко Тетяна Семенівна   | 03.11.2010            | середня | член Партії регіонів                          | ВАТ "Березинський комбінат хлібопродуктів ", бухгалтер                                                                          |
| 10                          | Чіканчі Олена Іванівна        | 03.11.2010            | середня | член Партії регіонів                          | ВАТ «Березинський комбінат хлібопродуктів», бухгалтер                                                                           |
| 11                          | Михайлова Світлана Георгіївна | 03.11.2010            | середня | член Партії регіонів                          | Тарутинське споживче товариство, головний бухгалтер                                                                             |
| 12                          | Бурцева Віра Олександрівна    | 03.11.2010            | вища    | член Партії регіонів                          | Тарутинське відділення державного фонд соціального страхування від нещасних випадків на виробництві України, головний бухгалтер |
| 17                          | Чобан Олена Петрівна          | 03.11.2010            | середня | член Партії регіонів                          | пенсіонер |
| 20                          | Єфрем Олена Георгіївна        | 03.11.2010            | середня | член Партії регіонів                          | Березинська селищна рада, спеціаліст                                                                                            |
| 23                          | Вакула Марія Петрівна         | 03.11.2010            | середня | член Партії регіонів                          | Тарутинський терцентр, соціальний працівник                                                                                     |
| Самовисування               |                               |                       |         |                                               | |
| 3                           | Газін Петро Петрович          | 03.11.2010            | середня | член Партії «ВІДРОДЖЕННЯ»                     | зализнична станція Березине, путієць колії                                                                                      |
| 5                           | Болбокіна Світлана Іванівна   | 03.11.2010            | середня | член Всеукраїнського об'єднання «Батьківщина» | відділ культури, бібліотекар |
| 8                           | Гайдаржи Юрій Захарович       | 03.11.2010            | середня | позапартійний                                 | приватний підприємець |
| 9                           | Перетятко Юрій Олександрович  | 03.11.2010            | вища    | позапартійний                                 | Березинська селищна рада, землевпорядник                                                                                        |
| 13                          | Дерменжі Федора Семенівна     | 03.11.2010            | вища    | позапартійна                                  | Березинська селищна рада, секретар                                                                                              |
| 14                          | Лапенкова Марія Георгіївна    | 03.11.2010            | середня | позапартійна                                  | дитячий садок «Дзвіночок», завгосп                                                                                              |
| 15                          | Сметана Дмитро Вікторович     | 03.11.2010            | вища    | позапартійний                                 | Березинська загальноосвітня школа І-ІІІ ст., директор                                                                           |
| 16                          | Кащи Володимир Іванович       | 03.11.2010            | вища    | позапартійний                                 | залізнична станція Березине, путієць колії                                                                                      |
| 18                          | Дулан Галина Улянівна         | 03.11.2010            | вища    | позапартійна                                  | аптека № 56, завідуча |
| 19                          | Михайлін Сергій Іванович      | 03.11.2010            | середня | позапартійний                                 | ПП «Битовік», директор |
| 22                          | Ян Марія Георгіївна           | 03.11.2010            | середня | позапартійна                                  | приватний підприємець |
| 24                          | Попазогло Тетяна Миколаївна   | 03.11.2010            | середня | позапартійна                                  | домогосподарка |